# Stiphrometasia pharaonalis
Stiphrometasia pharaonalis is een vlinder uit de familie van de grasmotten (Crambidae), uit de onderfamilie van de Glaphyriinae. De wetenschappelijke naam van deze soort is voor het eerst gepubliceerd in 1916 door Aristide Caradja.
De soort komt voor in Egypte.